# 科托夫斯基 (吉尔吉斯斯坦)
科托夫斯科耶（俄语：Котовское）是吉尔吉斯斯坦楚河州伊塞克阿塔区下辖的一个村。根据2009年吉尔吉斯共和国人口普查，全村人口为186人。